# الشيخ المفيد
أَبُو عَبْدِ ٱللّٰهِ مُحَمَّدُ بْنُ مُحَمَّدٍ بْنِ ٱلنُّعْمَانِ بْنِ عَبْدِ ٱلسَّلَامِ ٱلْحَارِثِيُّ ٱلْمَذْحَجِيُّ ٱلْقَحْطَانِيُّ (11 ذو القعدة 336 هـ / 947 م - 3 رمضان 413 هـ / 1022 م) المشْهورُ باسمِ ٱلشَّيْخُ ٱلْمُفِيدُ، هُو فَقِيهٌ ومُحَدِّثٌ ومُتَكَلِّمٌ من علماء الشيعة الاثني عشرية. وهو أحد أبرز العلماء المسلمين الشيعة خلال القَرْنِ الرَّابِعِ والقَرْنِ الخَامِسِ الهِجْرِي، وقام بتدوين أصولَ الفقهِ الشيعيِّ وتأسيس منهج فقهي جديد. وانتهت إليه رئاسةُ مُتَكَلِّمِي الشِّيعةِ في عصره.
وُلد مُحَمَّدُ بْنُ مُحَمَّدِ بْنِ ٱلنُّعْمَانِ سنة 336 هـ المُوافقة لسنة 947 م في قريةٍ تُسمَّى سويقة البصري، ترعرع في كنفِ والدِهِ الذي كان مُعلِّمًا في مدينة واسط، ولهذا أطلق علی ولده لقب ٱبْنُ الْمُعَلِّمِ. ولقبه عَلِيُّ بْنُ عِيسَىٰ ٱلرُّمَّانِيُّ ٱلْمُعْتَزِلِيُّ بِالمُفِيد أثناء مناظرةٍ حصلت معه استطاع فيها دَحَضَ حججَهُ.
كان عصره مليئاً بالأحداث في منطقتي «الْكَرْخ» و«بَاب الطَّاق»، في العاصمة بغداد، اللتين تعرضتا لأعمال الحرق والنهب والقتل والعنف عشرات المرات، ولحق الشيخ المفيد من أذى هذه المِحَن الكثير، حيث تعرّض للنفي من بغداد إثر حوادث شغب حصلت العام 392هـ، وتعرّض مرة ثانية للنفي في العام 395هـ، إثر فتنة حصلت بين أهل السنّة والجماعة والشيعة.
وله الكثير من المؤلفات، وأوصلها تلميذُه أحمدُ بْنُ عَلِيٍّ ٱلنَّجَاشِيُّ إلى 200 مُصنَّف تقريبًا.
كانت حياتُه العلميةُ في أغلب الأحيان في ترويج مذهبِهِ والدفاعِ والجدالِ مع المخالفين للشيعة الاثني عشرية علی اختلاف فرقهم.

## حياته

### نسبه
هُوَ: مُحَمَّدُ بن مُحَمَّدٍ بن النُّعْمَانِ بن عَبْدِ السَّلَامِ بن جَابِرٍ بن النُّعْمَانِ بن سَعِيدٍ بن جُبَيْرٍ بن وَهِيبٍ بن هِلَالٍ بن أَوْسٍ بن سَعِيدٍ بن سِنَانٍ بن عَبْدِ الدَّارِ بن الرَّيَّانِ بن قَطَرَ بن زِيَادٍ بن الحَارِثِ بن مَالِكٍ بن رَبِيعَةَ بن كَعْبٍ بن الحَارِثِ بن كَعْبٍ بن عَلَةَ بن خِلْدٍ بن مَالِكٍ «مَذْحِجٍ» بن أَدَدَ بن زَيْدٍ بن يَشْجُبَ بن عَرِيبٍ بن زَيْدٍ بن كَهْلَانَ بن سَبَأَ بن يَشْجُبَ بن يَعْرُبَ بن قَحْطَانَ.

### مولده
ولد في 11 ذو القعدة سنة 336 هـ وقيل سنة 338هـ في قرية تسمى سويقة البصري من قرى بلدة عكبرا التي تقع علی الضفة الشرقية لدجلة وتبعد عن بغداد عشرة فراسخ.
ترعرع في كنف والده الذي كان معلِّماً في مدينة واسط، ولهذا أطلق علی ولده لقب ابن المعلم كما اُطلق عليه العكبري والبغدادي نسبة إلی مولده وسكناه.

خريطة لسواد العراق تظهر موقع عكبرا.

### نشأته وطلبه للعلم وشيوخه
بعد أن أتقن مبادئ القراءة والكتابة، انتقل مع والده إلى بغداد، التي كانت عاصمة للعلم والثقافة آنذاك، وقد كانت في القرن الرابع الهجري تحتضن أضخم المدارس الفلسفية والكلامية لدى الشيعة والمعتزلة والأشاعرة، فضلاً عن المدارس الفقهية واللغوية والأدبية، فتلقّى هناك علوم عصره، وتتلمذ على يد كثير من علماء بغداد، من أمثال الشيخ الصدوق وأبو غالب الزراري أبي عبد الله الحسين بن علي البصري، ومظفر الخراساني البلخي، وحضر درس علي بن عيسى الرمّاني المعتزلي، وقد درس الفقه علی يد جعفر بن محمد بن قولويه، كما كان من مشايخه فقهاء آخرون أمثال ابن حمزة الطبري وابن الجنيد الاسكافي وابن داوود القمي والصفواني.

### زعامته للشيعة
يعد القرن الرابع الهجري قرن انبعاث الحضارة الإسلامية وحضارة العلم والكتاب والمدرسة، وكان ذلك بتشجيع الحكام وتعضيدهم، حيث لم يبح الحكام العلم لفريق ويمنعونه عن فريق آخر، بل أباحوه وسهلوا سبله لكل فريق ولو خالفهم هذا الفريق. وكانت بغداد عاصمة الخلافة الإسلامية حينذاك فكانت مملوءَة بكثير من المذاهب، وقد كان المفيد المؤسس الأول لمدرسة الشيعة الامامية، ولم يكن لهم
```
قبله مدرسة بهذا المحتوی. نشأت مدرسته نشأتها الأولی 
ببغداد
، وكان هو 
الزعيم الديني والعلمي الأول الذي استطاع أن يتصدى لرئاسة الشيعة
 ويستقطب جمهورها، ويلتف حوله أكابر علماء الطائفة.
```

وكان يدور على المكاتب وحوانيت الحاكة، فيلمح الصبي الفطن، فيذهب إلى أبيه وأمه حتى يستأجره ثم يعلّمه، حتى قال بعض المؤرخين:«أن الشيخ المفيد ما ترك كتابا للمخالفين إلا وحفظه وباحث فيه، وبهذا قدر على حل شبه القوم.»
كانت حياته العلمية في أغلب الأحيان في ترويج مذهبه والدفاع والجدال مع المخالفين علی اختلاف فرقهم، حيث كان يحضر مجالس النظر والبحث والجدال في المذاهب، وكان يناظرهم ويجادلهم ويرد عليهم شبهاتهم.

### دوره في الفقه
وضع المفيد أسلوباً مختلفاً عن الفترة السابقة التي مر فيها الفقه الشيعي، حيث كانت هناك قبل الشيخ المفيد طريقتين فقهيتين شائعتين: كانت الطريقة الأولى تعتمد على نقل نصوص الروايات كما هي، من دون أن تولي اهتماماً كافياً للسند، والطريقة الثانية لم تعِر الاهتمام الكافي بالروايات وأفرطت في التأكيد على استخدام القواعد العقلية، مثل القياس في النصوص الدينية عند التعارض فيما بينها، فقام الشيخ المفيد باختيار الطريقة الوسطى بين المنهجين السابقين، وشرع في تدوين أصول الفقه وأسس منهجاً فقهياً جديداً حيث جعل للعقل الدور الرئيسي في عملية استنباط الأحكام الشرعية.
وسار على هذا المنهج كل من الشريف المرتضى في كتابه الذريعة إلى أصول الشيعة، والشيخ الطوسي في كتاب عدة الأصول، على ما ابتكره أستاذهما من منهج أصولي.

### حضوره في المناظرات العلمية
لقد جرت في بغداد على عهد المفيد الكثير من المناظرات العلمية بين كبار العلماء من مختلف المذاهب الإسلامية، وكان يحضر في أغلب هذه المناظرات خلفاء بني العباس، وقد حضر الشيخ المفيد هذه المناظرات، وردَّ على الانتقادات التي تتوجه إلى عقائد الإمامية،  وكان للمفيد مجلس يُعقد في داره يحضره الكثير من العلماء من مختلف المذاهب الإسلامية.، وكان يناظر كبار علماء أهل السنة، من أمثال: أبو بكر الباقلاني، الدارقطني، الإسفراييني. وله كتاب أسمه الفصول المختارة دوّن فيه بعض مناظراته

### صفته وأخلاقه
كان كثير الصدقة متواضعاً، وكثير الصلاة والصوم، ويرتدي اللباس الخشن؛ ذكر صهره أبو يعلى الجعفري؛ أنه كان قليل النوم في الليل ويقضي معظم وقته في المطالعة والتدريس والصلاة وتلاوة القرآن وكان حسنَ اللسان والجدل، صبوراً على الخصم، ضنين السر، جميل العلانيّة.

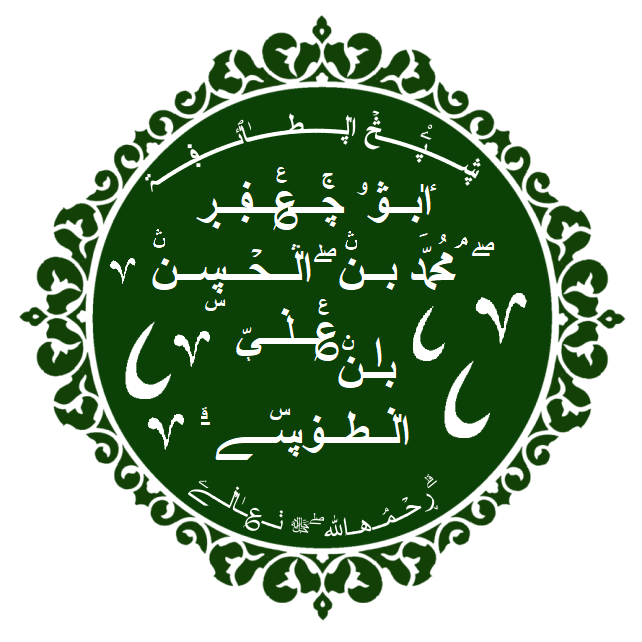
الشيخ الطوسي يعد من أبرز تلامذة الشيخ المفيد

### تلامذته
تتلمذ على يده الكثير من العلماء، ومن أشهر تلامذته:
- الشريف الرضي (359 هـ - 406 هـ / 969 - 1015م).
- الشريف المرتضى (355 هـ - 436 هـ / 966 - 1044م).
- محمد الطوسي (385 - 460 هـ / 995 - 1050م).
- أبو الفتح الكراجكي (القرن الرابع الهجري / 449 هـ).
- أحمد بن علي النجاشي (372 هـ - 450 هـ).
- أبو يعلى الجعفري (القرن الرابع الهجري - 463 هـ).
- أبو يعلى سالار بن عبد العزيز الديلمي (ت. 463 هـ).
- جعفر العبسي الدوريستي.[29]
- ابن البرّاج الطرابلسي (400 هـ - 481 هـ).
- أبو عبد الله محمد بن عبد الله العبدي البحراني.
- أبو الفرج المظفر بن الحسين الحمداني الربعي.

## صلته بالمهدي المنتظر

### توقيعات المهدي له
وهي عنوان للرسالات والمكاتيب الصادرة عن الأئمة الاثني عشر لشيعتهم وبالخصوص من المهدي، حيث كان يكتبه بخط يده لشيعته. وتروي الكتب أن هناك رسالتان من المهدي للمفيد:

### الرسالة الأولى
«للأخ السديد، والولي الرشيد، الشيخ المفيد أبي عبد الله محمد بن محمد بن النعمان أدام الله إعزازه من مستودع العهد المأخوذ على العباد، بسم الله الرحمن الرحيم.
أما بعد: سلام عليك أيها الولي المخلص في الدين، المخصوص فينا باليقين .. وفي آخر هذا التوقيع: هذا كتابنا إليك أيها الأخ الولي، والمخلص في ودنا الصفي، والناصر لنا الوفي، حرسك الله بعينه التي لا تنام، فاحتفظ به ولا تظهر على خطنا الذي سطرناه بما له ضمناه أحدا، وأد ما فيه إلى من تسكن إليه، وأوص جماعتهم بالعمل عليه إن شاء الله، وصلى الله على محمد وآله الطاهرين.»

### الرسالة الثانية
«بسم الله الرحمن الرحيم سلام الله عليك أيها الناصر للحق، الداعي إليه بكلمة الصدق، فإنا نحمد الله إليك الذي لا إله إلا هو، إلهنا وإله آبائنا الأولين، ونسأله الصلاة على سيدنا ومولانا محمد خاتم النبيين، وعلى أهل بيته.الطاهرين، وبعد فقد كنا نظرنا مناجاتك عصمك الله بالسبب الذي وهبه الله لك من أوليائه وحرسك به من كيد أعدائه (إلى أن قال) ونحن نعهد إليك أيها الولي المخلص، المجاهد فينا الظالمين، أيدك الله بنصره الذي أيد به السلف من أوليائنا الصالحين (إلى أن قال) وكتب في غرة شوال من سنة اثنتي عشرة وأربعمائة، (و في آخره) هذا كتابنا إليك أيها الولي الملهم للحق العلي بإملائنا، وخط ثقتنا، فأخفه عن كل أحد، واطوه واجعل له نسخة يطلع عليها من تسكن إلى أمانته من أوليائنا، شملهم الله ببركتنا إن شاء الله، الحمد لله والصلاة على سيدنا محمد النبي، وآله الطاهرين.»
إلا أن أبو القاسم الخوئي يرى أن سند الرسالة ضعيف

### تسميته بالمفيد
ذكر البعض منهم ابن شهر آشوب والطبرسي أن الذي لقب محمد بن النعمان بالمفيد هو المهدي المنتظر.

### تصحيح الفتوى
يروى في الكتب قصة حصلت مع المفيد والمهدي، وهي كالتالي:«قيل أتاه رجل من أهل القرى وسأله عن امرأة ماتت حاملاً وحملها حي، هل يجب شق البطن وإخراج الطفل أم لا؟ بل تدفن المرأة مع حملها؟، فأجابه بأن تدفن المرأة، فرجع الرجل فبينما هو في الطريق فإذن راكب من خلفه أتاه مسرعاً، فلما وصل إليه قال له: أيها الرجل! قال الشيخ: شقوا بطن المرأة وأخرجوا الطفل، ثم ادفنوا المرأة. ففعل الرجل ما قال هذا الراكب، فلما قيل للشيخ ما جرى لهذا الرجل، قال الشيخ: ما أرسلت أحداً فلا بد أن يكون هو مولاي صاحب الزمان عليه السلام.
وعلى هذا فإذا لم نعصم من السهو والخطأ في الأحكام الشرعية فالأحسن أن لا نفتي بعد هذا، فأغلق الباب وخرج من البيت، فإذن خرج توقيع له من الناحية المقدسة بهذه العبارة:
((أيهٍ الشيخ المفيد! منك الفتوى ومنا التسديد)).
فجلس الشيخ في مسنده الفتوى ثانياً»

### شعر المهدي
ذكر جماعة من العلماء أنه وجد مكتوباً على قبر الشيخ المفيد بخط المهدي هذه الأبيات:
| الشيخ المفيد | لا صوت الناعي بفقدك إنه * يوم على آل الرسول عظيم إن كنت قد غيبت في جدث الثرى * فالعدل والتوحيد فيك مقيم والقائم المهدي يفرح كلما * تليت عليك من الدروس علوم | الشيخ المفيد |

## آراؤه

### عقيدته في القرآن
صرّح المفيد في أكثر من موضع من كتبه أنه يميل ويعتقد أن القرآن محفوظ من الزيادة والنقصان، وفي كتابه تصحيح أعتقادات الإمامية الذي انتقد فيه شيخه الصدوق في كتابه الأعتقادات في بعض المواضع لم ينتقده في موضوع القرآن الذي صرح فيه الشيخ الصدوق أنه محفوظ من التحريف والنقصان(1)، ولكنه في نفس الوقت كان متردداً في هذه المسألة. يقول في كتابه أوائل المقالات:«وأما النقصان فإن العقول لا تحيله ولا تمنع من وقوعه، وقد امتحنت مقالة من ادعاه، وكلمت عليه المعتزلة وغيرهم طويلا فلم اظفر منهم بحجة اعتمدها في فساده. وقد قال جماعة من أهل الإمامة إنه لم ينقص من كلمة ولا من آية ولا من سورة ولكن حذف ما كان مثبتا في مصحف أمير المؤمنين (ع) من تأويله وتفسير معانيه على حقيقة تنزيله وذلك كان ثابتا منزلا وإن لم يكن من جملة كلام الله تعالى الذي هو القرآن المعجز، وقد يسمى تأويل القرآن قرآنا قال الله تعالى: (ولا تعجل بالقرآن من قبل أن يقضى إليك وحيه وقل رب زدني علما) فسمى تأويل القرآن قرآنا، وهذا ما ليس فيه بين أهل التفسير اختلاف.
وعندي أن هذا القول أشبه من مقال من ادعى نقصان كلم من نفس القرآن على الحقيقة دون التأويل، وإليه "أميل والله أسأل توفيقه للصواب".
وأما الزيادة فيه فمقطوع على فسادها من وجه ويجوز صحتها من وجه، فالوجه الذي أقطع على فساده أن يمكن لأحد من الخلق زيادة مقدار سورة فيه على حد يلتبس به عند أحد من الفصحاء، وأما الوجه المجوز فهو أن يزاد فيه الكلمة والكلمتان والحرف والحرفان وما أشبه ذلك مما لا يبلغ حد الاعجاز، ويكون ملتبسا عند أكثر الفصحاء بكلم القرآن، غير أنه لا بد متى وقع ذلك من أن يدل الله عليه، ويوضح لعباده عن الحق فيه، ولست أقطع على كون ذلك بل أميل إلى عدمه "وسلامة القرآن عنه"»

### كتاب الأعتقادات في دين الإمامية
لمّا رأى الشيخ المفيد كتاب أعتقادات الصدوق أستشكلت عليه بعض الأشياء، لذا قام بكتابة كتاب أسمه تصحيح اعتقادات الإمامية وركّز فيها على أمور، منها: الاقتصار على الروايات في إثبات العقائد وعدم الاعتناء بالأدلة العقلية، ومنها: التفسير الخاطئ لبعض الآيات، والركون في بعض الأحيان إلى روايات ضعيفة، ولم يعتنِ بالمعنى الحقيقي لبعض الألفاظ الموجودة في القرآن والأحاديث، واتباع منهج أهل الحديث في أخذ الروايات، وعدم بذل الجهد العقلي في فهم معانيها.
قبل المفيد غالب آراء الصدوق التي منها؛ الرجعة وعدم تحريف القرآن والبعث بعد الموت والشفاعة والوعد والوعيد.

### بعض آراء الشيخ المفيد في كتابه
- يعتقد أن السبيل إلى معرفة «الطب» هو الوحي، كما أنّه لا طريق إلى العلم بالداء ومعرفة الدواء إلا بالله تعالى.[39]
- يقول المفيد عن عصمة الأنبياء والأئمة أنهم معصومون بعد منصب النبوة والإمامة، ونتوقف فيما قبل ذلك من القول بالعصمة قبل البعثة وتصدّي الإمامة.[40]
- وحول شهادة أئمة الشيعة يعتقد الشيخ المفيد أنَّ علي بن أبي طالب، والحسن بن علي، والحسين بن علي، وموسى الكاظم قد خرجوا من الدنيا بالقتل، ويقوي القول أيضاً بشهادة علي الرضا، أما بقية الأئمة فلا يوجد دليل على شهادتهم.[41]

### سهو النبي
أنتقد المفيد بلهجة حادة مَنْ يعتقدون بسهو النبي ومنهم شيخه الصدوق الذي كان يعتقد بسهو النبي، والذي كان يعتبر مَنْ يقولون بعدم سهو النبي مِن:«الغلاة المفوضة»(2)، ولذك ألّف المفيد كتاب رسالة عدم سهو النبي(3) وقال في أنتقاده الشيخ الصدوق، ولكنه لم يصرح بأسمه:
«إعلم، أن الذي حكيت عنه ما حكيت، مما قد أثبتناه، قد تكلف ما ليس من شأنه، فأبدى  بذلك عن نقصه في العلم وعجزه، ولو كان ممن وفق لرشده لما تعرض لما لا يحسنه، ولا هو من صناعته، ولا يهتدي إلى معرفة طريقه، لكن الهوى مود لصاحبه، نعوذ بالله من سلب التوفيق، ونسأله العصمة من الضلال، ونستهديه في سلوك منهج الحق، وواضح الطريق بمنه.»

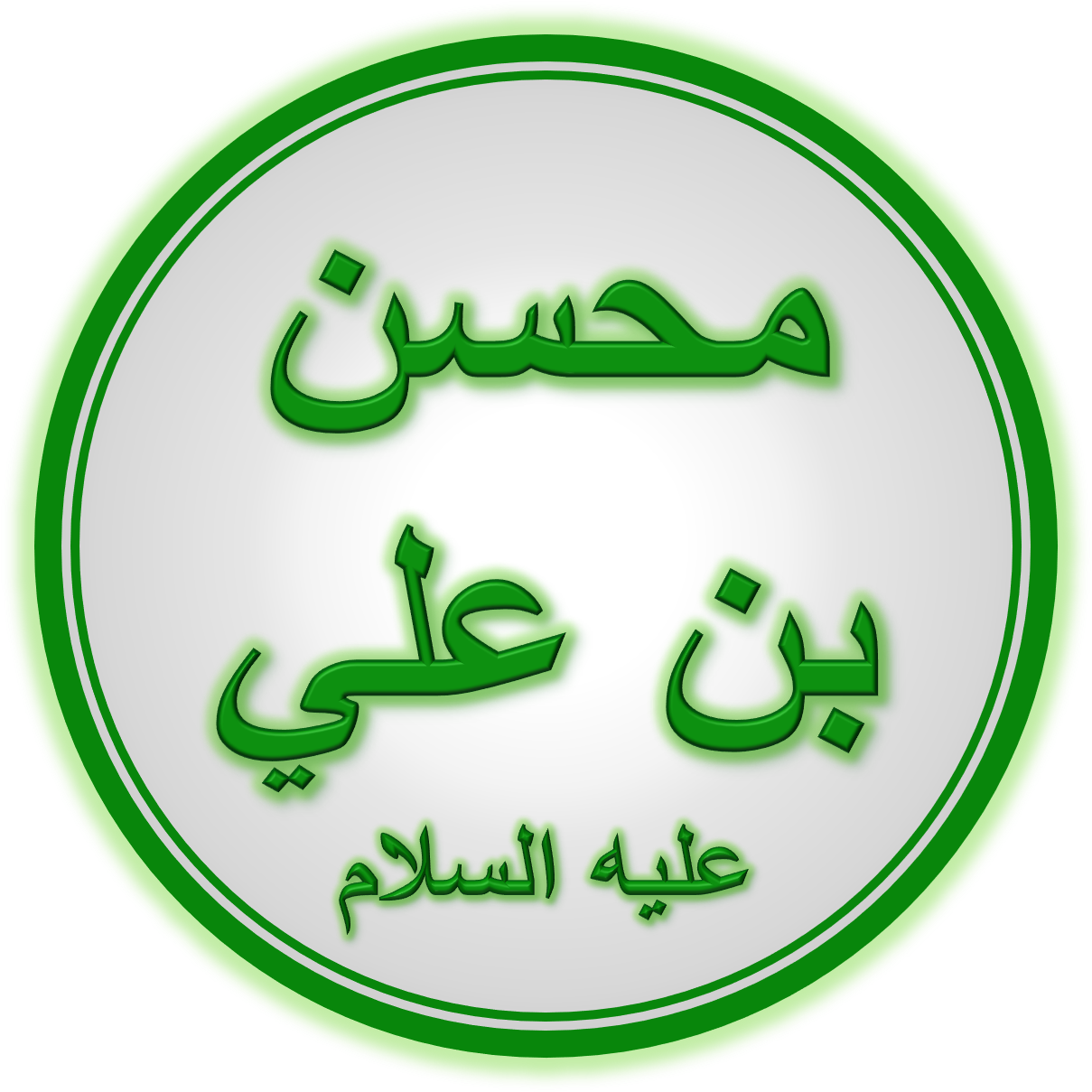
المحسن بن علي، الذي يعتقد جمهور الشيعة أن فاطمة اسقطته أثناء حادثة كسر الضلع، كان للشيخ المفيد أراء مثيرة للجدل.

وقال:«وإن شيعيا يعتمد على هذا الحديث في الحكم على النبي عليه السلام بالغلط، والنقص، وارتفاع العصمة عنه من العناد لناقص العقل، ضعيف الرأي، قريب إلى ذوي الآفات المسقطة عنهم التكليف.
والله المستعان، وهو حسبنا ونعم الوكيل.»
ويرى كمال الحيدري أن المفيد يحترم أستاذه الصدوق، ولكنه قال ذلك من أجل حفظ كرامة النبي

### وجود المحسن
لم يجزم المفيد بوجود المحسن ولكنه في نفس الوقت لم ينفِه ولم يعلق على هذا الموضوع، يقول في كتابه الإرشاد في معرفة حجج الله على العباد، في باب ذكر أولاد أمير المؤمنين عليه السلام وعددهم وأسمائهم ومختصر من أخبارهم فأولاد أمير المؤمنين صلوات الله عليه سبعة:
«سبعة وعشرون ولدا ذكرا وأنثى..........................وفي الشيعة من يذكر أن فاطمة صلوات الله عليها أسقطت بعد النبي صلى الله عليه وآله ولدا ذكرا كان سماه رسول الله عليه السلام - وهو حمل - محسنا  فعلى قول هذه الطائفة أولاد أمير المؤمنين عليه السلام ثمانية وعشرون، والله أعلم.»

### موقفه من الفرق المخالفة له
كان المفيد يرى أن منكر الإمامة كافر، بل يرى أن جميع أهل البدع كفار، قال في اوائل المقالات:«اتفقت الإمامية على أن أصحاب البدع كلهم كفار، وأن على الإمام أن يستتيبهم عند التمكن بعد الدعوة لهم وإقامة البينات عليهم، فإن تابوا عن بدعهم وصاروا إلى الصواب وإلا قتلهم لردتهم عن الإيمان، وأن من مات منهم على تلك البدعة فهو من أهل النار»

## ماقيل فيه

### الشيعة
- النجاشي:«شيخنا واستاذنا رضي الله عنه. فضله أشهر من أن يوصف في الفقه والكلام والرواية والثقة والعلم.»[51]
- الشيخ الطوسي: «من جملة متكلمي الإمامية، انتهت إليه رئاسة الإمامية في وقته، وكان مقدما في العلم وصناعة الكلام، وكان فقيها متقدما فيه، حسن الخاطر، دقيق الفطنة، حاضر الجواب.»[52]
- ابن ادريس الحلي:«وكان هذا الرجل كثير المحاسن، حديد الخاطر، جم الفضائل غزير العلوم»[53]
- ابن المطهر الحلي:«من أجل مشايخ الشيعة ورئيسهم وأستاذهم وكل من تأخر عنه استفاد منه، وفضله أشهر من أن يوصف في الفقه والكلام والرواية، أوثق أهل زمانه وأعلمهم»[54]
- النراقي:«شيخ الطائفة ورئيسهم وأُستادهم، له المناقب الفاخرة، والمفاخر الزاخرة، والفضائل المتكاثرة»[55]
- مصطفى التفريشي:«حسن الخاطر دقيق الفطنة حاضر الجواب، وله قريب من مائتي مصنّف»[56]

### أهل السنة والجماعة
- أبو حيان التوحيدي: «"كان ابن المعلّم حسنَ اللسان والجدل، صبوراً على الخصم، ضنين السر، جميل العلانيّة".»[57]
- ابن النديم: «ابن المعلّم أبو عبد اللّه في عصرنا انتهت رئاسة متكلّمي الشيعة إليه، مقدّم في صناعة الكلام على مذهب أصحابه، دقيق الفطنة، ماضي الخاطر، شاهدته فرأيته بارعا وله كتب انتهى»[58]
- اليافعي : وفيها توفّي عالم الشيعة وإمام الرافضة صاحب التصانيف الكثيرة، شيخهم المعروف بالمفيد وبابن المعلّم، البارع في الكلام والفقه والجدل، وكان يناظر أهل كلّ عقيدة مع الجلالة والعظمة في الدولة البويهيّة. [59]
- ابن حجر العسقلاني:«عالم الرافضة أبو عبد الله بن المعلم صاحب التصانيف البديعة وهي مائتا تصنيف طعن فيها على السلف * له صولة عظمية بسبب عضد الدولة شيعته ثمانون ألفا رافضي * مات سنة ثلاث عشرة وأربع مائة....صنف كتبا كثيرة في ضلالهم والذب عن اعتقادهم الطعن على الصحابة والتابعين وأئمة المجتهدين....كان كثير التقشف والتخشع والاكباب على العلم تخرج به جماعة وبرع في المقالة الامامية حتى كان يقال له على كل امام منة.... ويقال ان عضد الدولة كان يزوره في داره ويعوده إذا مرض وقال الشريف أبو يعلى الجعفري وكان تزوج بنت المفيد * ما كان المفيد ينام من الليل الا هجعة ثم يقوم يصلي أو يطالع أو يدرس أو يتلو القرآن»[60]
- ابن العماد الحنبلي:«هو شيخ من مشايخ الإمامية، رئيس الكلام والفقه والجدل، وكان يناظر أهل كل عقيدة، مع الجلالة العظيمة في الدولة البويهية، وكان كثير الصدقات، عظيم الخشوع، كثير الصلاة والصوم، خشن اللباس. كان عضد الدولة ربما زار الشيخ المفيد، وكان شيخا ربعة نحيفا أسمر، عاش ستا وسبعين سنة، وله أكثر من مائتي مصنف، جنازته مشهورة، شيعه ثمانون ألفا من الرافضة والشيعة، وكان موته في شهر رمضان، رحمه الله»[61]
- ابن كثير:«توفي في سنة ثلاث عشرة وأربعمائة، عالم الشيعة، صاحب التصانيف الكثيرة، المعروف بالمفيد، وبابن المعلِّم أيضاً، البارع في الكلام والجدل والفقه، وكان يناظر كل عقيدة بالجلالة والعظمة في الدولة البويهية، وكان كثير الصدقات، عظيم الخشوع، كثير الصلاة والصوم، خشن اللباس، وكان عضد الدولة ربّما قد زار الشيخ المفيد، وكان شيخاً نحيفاً، عاش ستاً وسبعين سنة، وله أكثر من مائتي مصنّف، وكان يوم وفاته مشهودا وشيعه ثمانون ألفا من الرافضة والمعتزلة»[62]
- الذهبي:«كان رأس الرافضة وعالمهم. صنف كتبا في ضلالات الرافضة، وفي الطعن على السلف..وهلك في خلق حتى أهلكه الله في رمضان، وأراح المسلمين منه...كان أوحد في جميع فنون العلوم، الأصولين، والفقه، والأخبار، ومعرفة الرجال، والقرآن، والتفسير، والنحو، والشعر. ساد في ذلك كله. وكان يناظر أهل كل عقيدة، مع جلاله العظيم في الدولة البويهية، والرتبة الجسمية عند الخلفاء العباسيين...وكان قوي النفس، كثير المعروف والصدقة، عظيم الخشوع، كثير الصلاة والصوم، يلبس الخشن من الثياب. وكان بارعا في العلم وتعليمه، وملازما للمطالعة والفكرة. وكان من أحفظ الناس. ثم قال: حدثني رشيد الدين المازندراني: حدثني جماعة ممن لقيت، أن الشيخ المفيد ما ترك كتابا للمخالفين إلا وحفظه وباحث فيه، وبهذا قدر على حل شُبَه القوم.»[63]

## وفاته
توفي ليلة الثالث من شهر رمضان ببغداد سنة 413 هـ، وصلّى عليه الشريف المرتضى في ميدان الأشنان في بغداد، وشيعه ثمانون ألفاً من الشيعة والمعتزلة، فضاق على الناس مع كُبْره، ودُفن في داره سنين، ثم نُقِل جثمانه إلى مقابر قريش، إلى جانب قبر أستاذه ابن قولويه القمي، في روضة محمد الجواد، وقبره اليوم مشهور كثير الزيارة.، وذكر الخطيب البغدادي أن بعد موته أجتمع المخالفون للشيخ المفيد ليهنئوا بعضهم بعضاً بموته وقال بعضهم:«ما أبالي أي وقت مت بعد أن شاهدت موت ابن المعلم.» وفي الفترة الأخيرة تم تزيين وهيكلة مرقد الشيخ المفيد.
ورثاه عبد المحسن الصوري قائلًا:
| الشيخ المفيد | يا له طارقا من الحدثان * الحق ابن النعمان بالنعمان * برئت ذمة المنون من الايمان * لما اعتدت على الايمان | الشيخ المفيد |

## مؤلفاته
يبلغ مجموع مؤلفاته نحو مائتي مؤلف، وتشمل علی الكثير من العلوم الشائعة آنذاك، إلا ان السمة الغالبة فيها التركيز علی علمي الفقه والكلام.
وتنقسم مصنفاته بشكل عام إلی ثلاثة أقسام رئيسة:
- قسم المؤلفات الخاصة في موضوع خاص
- قسم الأجوبة عن الأسئلة الواردة عليه من أصقاع العالم الإسلامي
- قسم الردود والنقوض علی الآراء الباطلة.[71]

- الإرشاد في معرفة حجج الله على العباد
- تصحيح الأعتقادات
- المقنعة
- كتاب أوائل المقالات في المذاهب والمختارات.
- المسائل العكبرية
- تفضيل أمير المؤمين
- الفصول المختارة
- الحكايات
- المسائل السروية
- الفصول العشرة
- الجمل والنصرة
- مسارُّ الشيعة
- رسالة في المهر
- تحريم ذبائح أهل الكتاب
- المسح على الرجلين
- المسائل الطوسية
- الكافئة
- رسالة المتعة
- جوابات المسائل النيسابورية
- جوابات أهل الموصل
- الإعلام بما اتفقت عليه الإمامية من الأحكام
- ايمان ابي طالب
- الأركان في دعائم الدين.
- كتاب الإيضاح في الإمامة.
- كتاب العيون والمحاسن.
- كتاب الفصول من العيون والمحاسن.
- كتاب النقض على الجاحظ.
- كتاب نقض المروانية.
- كتاب نقض فضيلة المعتزلة.
- كتاب المسائل الصاغانية.
- كتاب مسائل النظم.
- كتاب النقض على ابن عباد في الإمامة.
- كتاب النقض على علي بن عيسي الرماني.
- كتاب النقض على أبي عبد الله البصري كتابه في المتعة.
- كتاب الموجز.
- كتاب مختصر المتعة.
- كتاب مناسك الحج.
- كتاب مناسك الحج المختصر.
- كتاب المسائل العشرة في الغيبة.
- كتاب مختصر في الغيبة.
- كتاب مسألة في نكاح الكتابيات.
- كتاب جمل الفرائض.
- كتاب مسألة في الإرادة.
- كتاب مسألة في الأصلح.
- كتاب أصول الفقه.
- كتاب الموضح في الوعيد.
- كتاب كشف الألباس.
- كتاب كشف السرائر.
- كتاب لمح البرهان.
- كتاب مصابيح النور.
- كتاب الأشراف.
- كتاب الفرائض الشرعية.
- كتاب النكت في مقدمات الأصول.
- كتاب مسائل أهل الخلاف.
- كتاب‌ أحكام النساء.
- كتاب عدد الصوم والصلاة.
- كتاب الرسالة إلى أهل التقليد.
- كتاب التمهيد.
- كتاب الانتصار.
- كتاب الكلام في الإنسان.
- كتاب الكلام في وجوه إعجاز القرآن.
- كتاب الكلام في المعدوم.
- كتاب الرسالة العلوية.
- كتاب بيان وجوه الأحكام.

## في العصر الحديث

### المؤتمر العالمي لألفية الشيخ المفيد
انعقد المؤتمر العالمي لألفية الشيخ المفيد في سنة 1413 هـ الموافق 24 - 26 شوال في المدرسة العليا للتربية والقضاء بمدينة قم، وشارك في المؤتمر 250 شخصية علمية من 32 دولة، كما وناقش الباحثون وأساتذة الحوزات العلمية، والجامعات الآراء والأفكار الكلامية والفقهية والتاريخية والحديثية للشيخ المفيد وخصائص عصره، وقدمت مقالات كثيرة على هذا الصعيد.

### موسوعة الشيخ المفيد
وهي موسوعة ضخمة نشرها المؤتمر العالمي لألفية الشيخ المفيد، وتضمنت جميع ما كتبه الشيخ المفيد وانتشرت في 14 مجلدا سنة 1413 هـ

### في السينما والأفلام
تم إنتاج مسلسل تلفزيوني في سنة 1373 هـ يهدف إلى سرد حياة الشيخ المفيد، وقد بُثَّ في سنة 1374 هـ على القناة الثانية من تلفزيون الجمهورية الإسلامية تحت عنوان شمس الليل، كذلك فليم الشيخ المفيد لمدة 90 دقيقة سنة 1374 هـ، من تأليف محمود حسني وإخراج سيروس مقدم وفريبرز صالح. بُثَّ هذا الفيلم في سنة 1381 هـ، على شبكة التلفزيون الإيراني على شكل مسلسل اسمه شمس الليل.

### مؤلفات حوله
حياة الشيخ المفيد - محسن الأمين العاملي
صراع الحرية في عصر الشيخ المفيد - جعفر العاملي
المجازر والتعصبات الطائفية في عهد الشيخ المفيد - فارس الحسون

## الهوامش
1 - قال الصدوق: «اعتقادنا أن القرآن الذي أنزله الله تعالى على نبيه محمد صلى الله عليه وآله وسلم هو ما بين الدفتين، وهو ما في أيدي الناس، ليس بأكثر من ذلك، ومبلغ سوره عند الناس مائة وأربع عشرة سورة.
وعندنا أن الضحى وألم نشرح سورة واحدة، ولايلاف وألم تر كيف سورة واحدة
ومن نسب إلينا أنا نقول إنه أكثر من ذلك فهو كاذب.»
2 - قال الصدوق في من لايحضره الفقيه:«إن الغلاة والمفوضة لعنهم الله ينكرون سهو النبي صلى الله عليه وآله ويقولون: لو جاز أن يسهو عليه السلام في الصلاة لجاز أن يسهو في التبليغ لان الصلاة عليه فريضة كما أن التبليغ عليه فريضة.»
3- مسألة سهو النبي كانت مسألة خلافية بين قدماء الشيعة ومن الذين يعتقدون بسهو النبي الصدوق وابن الوليد القمي والشريف المرتضى والطبرسي، أما في الوقت الحاضر فأغلب علماء الشيعة بل جميعهم ينفون سهو النبي، بل حكى الخوئي الإجماع وجعلها من أصول المذهب

### إشارات مرجعية
1. ↑  عادل نويهض (1988)، مُعجم المُفسِّرين: من صدر الإسلام وحتَّى العصر الحاضر (ط. 3)، بيروت: مؤسسة نويهض الثقافية للتأليف والترجمة والنشر، ج. الثاني، ص. 611، OCLC:235971276، QID:Q122197128
2. ↑  "الأمالي - الشيخ المفيد - الصفحة ترجمة المؤلف ٦". shiaonlinelibrary.com. مؤرشف من الأصل في 2020-01-31. اطلع عليه بتاريخ 2021-03-09.
3. ↑  خير الدين الزركلي (2002)، الأعلام: قاموس تراجم لأشهر الرجال والنساء من العرب والمستعربين والمستشرقين (ط. 15)، بيروت: دار العلم للملايين، ج. السابع، ص. 21، OCLC:1127653771، QID:Q113504685
4. ↑  "رجال النجاشي - النجاشي - الصفحة ٤٠٢". shiaonlinelibrary.com. مؤرشف من الأصل في 2021-03-10. اطلع عليه بتاريخ 2021-03-10.
5. ↑  "المقنعة - الشيخ المفيد - الصفحة ٩". shiaonlinelibrary.com. مؤرشف من الأصل في 2020-01-21. اطلع عليه بتاريخ 2021-03-10.
6. ↑  "سيرة الشيخ المفيد(رض)". arabic.bayynat.org. مؤرشف من الأصل في 2021-03-10. اطلع عليه بتاريخ 2021-03-10.
7. ↑  "الإختصاص - الشيخ المفيد - مکتبة مدرسة الفقاهة". ar.lib.eshia.ir. مؤرشف من الأصل في 2021-03-10. اطلع عليه بتاريخ 2021-03-10.
8. ↑  "سيرة الشيخ المفيد(رض)". arabic.bayynat.org.lb. مؤرشف من الأصل في 2020-12-02. اطلع عليه بتاريخ 2021-03-10.
9. ↑  الشبيري، گذری بر حیات شیخ مفید، ص 8 ــ 9.
10. 1 2  "سيرة الشيخ المفيد(رض)". arabic.bayynat.org.lb. مؤرشف من الأصل في 2020-12-02. اطلع عليه بتاريخ 2021-03-09.
11. 1 2  "محمد بن محمد بن النعمان | رجال الحديث". rejal.masaha.org. مؤرشف من الأصل في 2021-03-09. اطلع عليه بتاريخ 2021-03-09.
12. ↑  "الشیخ المفید؛ حیاته ومکانته العلمیة ومشایخه وتلامیذه ووفاته (1) - پایگاه مجلات تخصصی نور". web.archive.org. 21 مارس 2020. مؤرشف من الأصل في 2020-03-21. اطلع عليه بتاريخ 2021-03-09.{{استشهاد ويب}}:  صيانة الاستشهاد: BOT: original URL status unknown (link)
13. ↑  "رجال النجاشي - النجاشي - الصفحة ٣٩٩". shiaonlinelibrary.com. مؤرشف من الأصل في 2021-03-10. اطلع عليه بتاريخ 2021-03-10.
14. ↑  "المقنعة - الشيخ المفيد - الصفحة ٦". shiaonlinelibrary.com. مؤرشف من الأصل في 2020-01-18. اطلع عليه بتاريخ 2021-03-09.
15. ↑  "فقه اهل بیت علیهم السلام - عربی - موسسه دائرة المعارف فقه اسلامی - المکتبة مدرسة الفقاهة". web.archive.org. 24 فبراير 2018. مؤرشف من الأصل في 2018-02-24. اطلع عليه بتاريخ 2021-03-11.{{استشهاد ويب}}:  صيانة الاستشهاد: BOT: original URL status unknown (link)
16. ↑  "المقالة الأولی: أطلالة علی حیاة الشیخ المفید - پایگاه مجلات تخصصی نور". web.archive.org. 21 مارس 2020. مؤرشف من الأصل في 2020-03-21. اطلع عليه بتاريخ 2021-03-11.{{استشهاد ويب}}:  صيانة الاستشهاد: BOT: original URL status unknown (link)
17. ↑  حياة الشيبخ المفيد / ص 80
18. ↑  "الفصول العشرة - الشيخ المفيد - الصفحة ١٨". shiaonlinelibrary.com. مؤرشف من الأصل في 2020-01-07. اطلع عليه بتاريخ 2021-03-10.
19. ↑  "تاريخ الإسلام - الذهبي - ج ٢٨ - الصفحة ٣٣٣". shiaonlinelibrary.com. مؤرشف من الأصل في 2021-02-22. اطلع عليه بتاريخ 2021-03-09.
20. ↑  "الشیخ المفید؛ حیاته ومکانته العلمیة ومشایخه وتلامیذه ووفاته (1)". مجموعه مقالات کنگره شیخ مفید. ج. 108 ع. 1: 7–13. 1413-05-04. مؤرشف من الأصل في 11 مارس 2021. {{استشهاد بدورية محكمة}}: تحقق من التاريخ في: |تاريخ= (مساعدة)
21. ↑  السبحاني، موسوعة طبقات الفقهاء، ص 245 ــ 246؛ الكراجي، تاريخ الفقه والفقهاء، ص 145.
22. ↑  السبحاني، موسوعة طبقات الفقهاء، ص 246؛ الكراجي، تاريخ الفقه والفقهاء، ص 145.
23. ↑  الكراجي، تاريخ الفقه والفقهاء، ص 146.
24. ↑  الشبيري، گذری بر حیات شیخ مفید، ص 23 ــ 24.
25. ↑  "الفصول المختارة". www.masaha.org. مؤرشف من الأصل في 2020-10-23. اطلع عليه بتاريخ 2021-03-10.
26. ↑  "مفاهيم القرآن (العدل والإمامة)ِ - السبحاني، الشيخ جعفر - مکتبة مدرسة الفقاهة". ar.lib.eshia.ir. مؤرشف من الأصل في 2018-02-24. اطلع عليه بتاريخ 2021-03-09.
27. ↑  السبحاني، موسوعة طبقات الفقهاء، ج 5، ص 337؛
28. ↑  "المقنعة - الشيخ المفيد - الصفحة ١٤". shiaonlinelibrary.com. مؤرشف من الأصل في 2020-01-26. اطلع عليه بتاريخ 2021-03-10.
29. ↑  "المقنعة - الشيخ المفيد - الصفحة ١٤". shiaonlinelibrary.com. مؤرشف من الأصل في 2020-01-26. اطلع عليه بتاريخ 2021-03-09.
30. ↑  "الاحتجاج - الشيخ الطبرسي - ج ٢ - الصفحة ٣٢٢". shiaonlinelibrary.com. مؤرشف من الأصل في 2021-03-10. اطلع عليه بتاريخ 2021-03-09.
31. ↑  "المزار - الشيخ المفيد - الصفحة ٩". shiaonlinelibrary.com. مؤرشف من الأصل في 2020-01-15. اطلع عليه بتاريخ 2021-03-09.
32. ↑  "الفصول العشرة - الشيخ المفيد - الصفحة ٢٥". shiaonlinelibrary.com. مؤرشف من الأصل في 2020-02-19. اطلع عليه بتاريخ 2021-03-10.
33. ↑  "توقيع الإمام القائم عليه السلام في إعانة الشيخ المفيد". m-mahdi.net. مؤرشف من الأصل في 2021-02-16. اطلع عليه بتاريخ 2021-03-11.
34. ↑  "المزار - الشيخ المفيد - الصفحة ١١". shiaonlinelibrary.com. مؤرشف من الأصل في 2020-02-09. اطلع عليه بتاريخ 2021-03-09.
35. ↑  "أوائل المقالات - الشيخ المفيد - الصفحة ٨١". shiaonlinelibrary.com. مؤرشف من الأصل في 2021-02-14. اطلع عليه بتاريخ 2021-03-10.
36. ↑  "تصحيح اعتقادات الإمامية - الشيخ المفيد". shiaonlinelibrary.com. مؤرشف من الأصل في 2020-09-25. اطلع عليه بتاريخ 2021-03-10.
37. ↑  فضل الله، مع الشيخ المفيد في تصحيح الاعتقاد، ص 19.
38. ↑  "بررسی کتاب تصحیح الاعتقاد شیخ مفید - سید هادی طباطبایی - امامت پژوهی". emamat.ir (بfa-ir). Archived from the original on 2021-03-10. Retrieved 2021-03-10.{{استشهاد ويب}}:  صيانة الاستشهاد: لغة غير مدعومة (link)
39. ↑  "تصحيح اعتقادات الإمامية - الشيخ المفيد - الصفحة ١٤٤". shiaonlinelibrary.com. مؤرشف من الأصل في 2021-03-10. اطلع عليه بتاريخ 2021-03-10.
40. ↑  "تصحيح اعتقادات الإمامية - الشيخ المفيد - الصفحة ١٣٠". shiaonlinelibrary.com. مؤرشف من الأصل في 2021-03-10. اطلع عليه بتاريخ 2021-03-10.
41. ↑  "تصحيح اعتقادات الإمامية - الشيخ المفيد - الصفحة ١٣٢". shiaonlinelibrary.com. مؤرشف من الأصل في 2020-09-28. اطلع عليه بتاريخ 2021-03-10.
42. 1 2 3  "من لا يحضره الفقيه - الشيخ الصدوق - ج ١ - الصفحة ٣٥٩". shiaonlinelibrary.com. مؤرشف من الأصل في 2021-03-10. اطلع عليه بتاريخ 2021-03-10.
43. ↑  "رسالة في عدم سهو النبي ص". alfeker.net. مؤرشف من الأصل في 2019-08-20. اطلع عليه بتاريخ 2021-03-10.
44. ↑  "عدم سهو النبي (ص) - الشيخ المفيد - الصفحة ٢٠". shiaonlinelibrary.com. مؤرشف من الأصل في 2020-02-25. اطلع عليه بتاريخ 2021-03-10.
45. ↑  najaf (8 نوفمبر 2014). "المحسن ابن الإمام علي(ع)". الشیعة. مؤرشف من الأصل في 2020-10-23. اطلع عليه بتاريخ 2021-03-11.
46. ↑  "عدم سهو النبي (ص) - الشيخ المفيد - الصفحة ٣٢". shiaonlinelibrary.com. مؤرشف من الأصل في 2020-02-20. اطلع عليه بتاريخ 2021-03-10.
47. ↑  "موقف الشيخ المفيد". alhaydari.com. مؤرشف من الأصل في 2020-02-18. اطلع عليه بتاريخ 2021-03-10.
48. ↑  "الإرشاد - الشيخ المفيد - ج ١ - الصفحة ٣٥٥". shiaonlinelibrary.com. مؤرشف من الأصل في 2020-10-26. اطلع عليه بتاريخ 2021-03-10.
49. ↑  "أوائل المقالات - الشيخ المفيد - الصفحة ٤٤". shiaonlinelibrary.com. مؤرشف من الأصل في 2021-01-18. اطلع عليه بتاريخ 2021-03-11.
50. ↑  "أوائل المقالات - الشيخ المفيد - الصفحة ٤٩". shiaonlinelibrary.com. مؤرشف من الأصل في 2020-02-24. اطلع عليه بتاريخ 2021-03-11.
51. ↑  "رجال النجاشي - النجاشي - الصفحة ٣٩٩". shiaonlinelibrary.com. مؤرشف من الأصل في 2021-03-10. اطلع عليه بتاريخ 2021-03-10.
52. ↑  "الفهرست - الشيخ الطوسي - الصفحة ٢٣٨". shiaonlinelibrary.com. مؤرشف من الأصل في 2021-03-10. اطلع عليه بتاريخ 2021-03-10.
53. ↑  "مستطرفات السرائر - ابن إدريس الحلي - الصفحة ٦٤٨". shiaonlinelibrary.com. مؤرشف من الأصل في 2020-02-25. اطلع عليه بتاريخ 2021-03-10.
54. ↑  "الرجال | مساحة حرة | المكتبة الالكترونية". www.masaha.org. مؤرشف من الأصل في 2020-11-24. اطلع عليه بتاريخ 2021-03-10.
55. ↑  _و_المفاخر_الزاخرة%22 "شعب المقال في درجات الرجال - النراقي، الميرزا ابو القاسم بن محمد - مکتبة مدرسة الفقاهة". ar.lib.eshia.ir. مؤرشف من الأصل في 2021-03-10. اطلع عليه بتاريخ 2021-03-10. {{استشهاد ويب}}: تحقق من قيمة |مسار أرشيف= (مساعدة)
56. ↑  "نقد الرجال - ج4". www.masaha.org. مؤرشف من الأصل في 2021-03-10. اطلع عليه بتاريخ 2021-03-10.
57. ↑  "المقنعة - الشيخ المفيد - الصفحة ١٤". shiaonlinelibrary.com. مؤرشف من الأصل في 2020-01-26. اطلع عليه بتاريخ 2021-03-11.
58. ↑  "المقنعة - الشيخ المفيد - الصفحة ٥". shiaonlinelibrary.com. مؤرشف من الأصل في 2020-02-25. اطلع عليه بتاريخ 2021-03-10.
59. ↑  الأيوبي، هاشم؛ الجم، فرح (2021). "الطرديات عند أبي نواس:، مظاهر التجديد في طرديات أبي نواس". الجنان: 413. DOI:10.33986/0522-000-014-015. مؤرشف من الأصل في 2023-06-23.
60. ↑  "لسان الميزان - ابن حجر - ج ٥ - الصفحة ٣٦٨". shiaonlinelibrary.com. مؤرشف من الأصل في 2018-11-19. اطلع عليه بتاريخ 2021-03-11.
61. ↑  "الأمالي - الشيخ المفيد - الصفحة ترجمة المؤلف ٦". shiaonlinelibrary.com. مؤرشف من الأصل في 2020-01-31. اطلع عليه بتاريخ 2021-03-11.
62. ↑  "مفاهيم القرآن (العدل والإمامة)ِ - السبحاني، الشيخ جعفر - مکتبة مدرسة الفقاهة". ar.lib.eshia.ir. مؤرشف من الأصل في 2018-02-24. اطلع عليه بتاريخ 2021-03-11.
63. ↑  "تاريخ الإسلام - الذهبي - ج ٢٨ - الصفحة ٣٣٣". shiaonlinelibrary.com. مؤرشف من الأصل في 2021-02-22. اطلع عليه بتاريخ 2021-03-11.
64. ↑  "مفاهيم القرآن (العدل والإمامة)ِ - السبحاني، الشيخ جعفر - مکتبة مدرسة الفقاهة". ar.lib.eshia.ir. مؤرشف من الأصل في 2018-02-24. اطلع عليه بتاريخ 2021-03-11.
65. ↑  ضامن بن شدقم الحسيني المدني، تحفة الأزهار وزلال الأنهار في نسب أبناء الأئمة الأطهار، الجزء : 2 صفحة : 237. نسخة محفوظة 24 فبراير 2018 على موقع واي باك مشين.
66. ↑  "الأمالي - الشيخ المفيد - الصفحة ترجمة المؤلف ٢٤". shiaonlinelibrary.com. مؤرشف من الأصل في 2021-03-10. اطلع عليه بتاريخ 2021-03-09.
67. ↑  "تاريخ بغداد - الخطيب البغدادي - ج ١٠ - الصفحة ٣٨١". shiaonlinelibrary.com. مؤرشف من الأصل في 2020-01-18. اطلع عليه بتاريخ 2021-03-11.
68. ↑  "الصحن الكاظمي الشريف يشهد أعمال نصب وتركيب شبّاكي مرقدي الشيخ المفيد والخواجة الطوسي". almerja.com. مؤرشف من الأصل في 2021-03-11. اطلع عليه بتاريخ 2021-03-11.
69. ↑  "أعيان الشيعة - السيد محسن الأمين - ج ٩ - الصفحة ٤٢٤". shiaonlinelibrary.com. مؤرشف من الأصل في 2020-07-10. اطلع عليه بتاريخ 2021-03-11.
70. ↑  "مفاهيم القرآن (العدل والإمامة)ِ - السبحاني، الشيخ جعفر - مکتبة مدرسة الفقاهة". ar.lib.eshia.ir. مؤرشف من الأصل في 2018-02-24. اطلع عليه بتاريخ 2021-03-10.
71. ↑  "كتب الشيخ المفيد". arabic.bayynat.org.lb. مؤرشف من الأصل في 2020-12-02. اطلع عليه بتاريخ 2021-03-11.
72. ↑  «تقرير عن المؤتمر العالمي لألفية الشيخ المفيد»، ص 99.
73. ↑  "موسوعة الشيخ المفيد - 15 مجلد ، 14 جزء". alfeker.net. مؤرشف من الأصل في 2020-01-17. اطلع عليه بتاريخ 2021-03-09.
74. ↑  «خورشید شب در آی‌فیلم»، تارنمای خبری دنیای سینما.
75. ↑  "سوره سينما | سازمان سینمایی حوزه هنری". www.sourehcinema.com. مؤرشف من الأصل في 2021-01-26. اطلع عليه بتاريخ 2021-03-09.
76. ↑  "مكتبة الصدوق: حياة الشيخ المفيد". مكتبة الصدوق. الأحد، 29 ديسمبر 2013. مؤرشف من الأصل في 2020-12-02. اطلع عليه بتاريخ 2021-03-11. {{استشهاد ويب}}: تحقق من التاريخ في: |تاريخ= (مساعدة)
77. ↑  "صراع الحرية في عصر المفيد - موقع الميزان". mezan.net. مؤرشف من الأصل في 2020-01-07. اطلع عليه بتاريخ 2021-03-11.
78. ↑  "المجازر والتعصبات الطائفية في عهد الشيخ المفيد - الشيخ فارس الحسون". shiaonlinelibrary.com. مؤرشف من الأصل في 2017-07-29. اطلع عليه بتاريخ 2021-03-11.
79. ↑  "الاعتقادات في دين الإمامية - الشيخ الصدوق - الصفحة ٨٤". shiaonlinelibrary.com. مؤرشف من الأصل في 2019-12-29. اطلع عليه بتاريخ 2021-03-10.
80. ↑  "من لا يحضره الفقيه - الشيخ الصدوق - ج ١ - الصفحة ٣٦٠". shiaonlinelibrary.com. مؤرشف من الأصل في 2020-02-21. اطلع عليه بتاريخ 2021-03-10.
81. ↑  السبحاني، عصمة الانبياء، ص 305.
82. ↑  الطبرسي، مجمع البيان، ج 4، ص 490.
83. ↑  السبحاني، عصمة الانبياء، ص 302.
84. ↑  "كتاب الصلاة - السيد الخوئي - ج ٦ - الصفحة ٣٢٩". shiaonlinelibrary.com. مؤرشف من الأصل في 2020-02-13. اطلع عليه بتاريخ 2021-03-10.

### كتب
- الشيخ المفيد على موقع المكتبة المفتوحة (الإنجليزية)
- السيرة الذاتية للشيخ المفيد - بينات
- عقائد الشيخ المفيد - العقائد
- تحميل كتب الشيخ المفيد - شبكة الفكر